# Santuario della Madonna delle Grazie (Piove di Sacco)
Il santuario della Madonna delle Grazie si trova nella città di Piove di Sacco, nella provincia di Padova. Il santuario all'esterno si presenta con due stili molto diversi: la parte absidale, le pareti laterali, come anche il campanile sono in cotto, con arcatelle pensili di gusto ancora medievale. La tradizione vuole l'origine di questo complesso legata ad un avvenimento miracoloso tramandato dalla tradizione popolare, narrato in alcune opere di storia ecclesiastica cinquecentesche e descritto in un quadro conservato all'interno della chiesa stessa.

## Storia

### La costruzione del santuario
Dietro la costruzione del santuario della Madonna delle Grazie si ha, secondo la tradizione, l'avvento di un miracolo. La tradizione parla di due fratelli che morto il padre si divisero il suo patrimonio in parti uguali, non rimaneva che un quadro della Vergine Maria che era molto caro ad entrambi. Arrivarono a litigare in modo sempre più accesso fino a quando si giunse a duello. Durante il duello un neonato in braccio a sua madre cominciò a parlare dicendo di essere la Vergine Maria stessa che gli intimava di rinunciare al duello e portare il suo quadro nella chiesa dei frati francescani per lasciarla in quel luogo per sempre. Tutta la vicenda è stata raccolta in dipinto che adesso si trova nel Santuario.

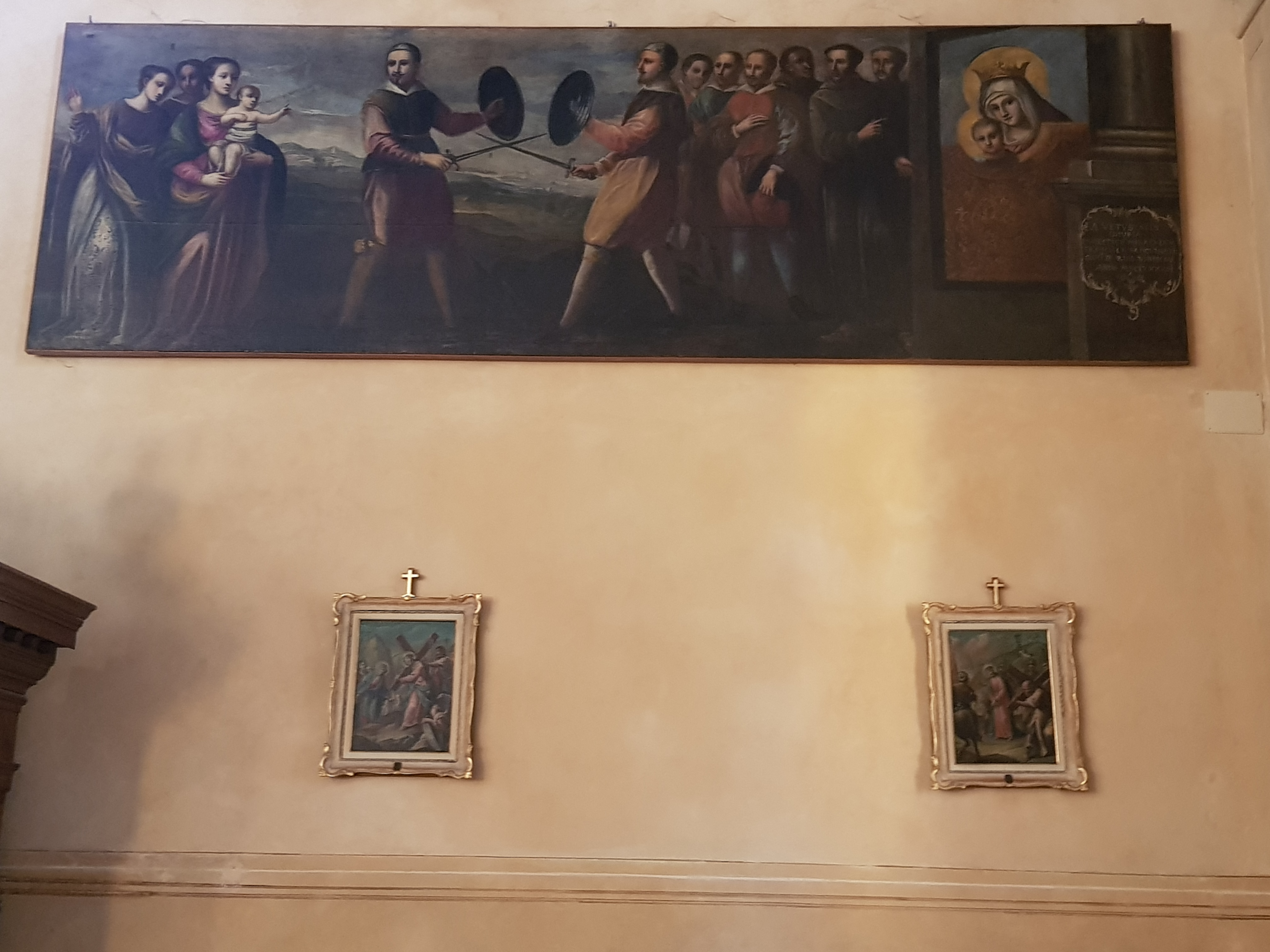
questo quadro mostra la storia della fondazione della chiesa

Il prodigioso avvenimento si verificò fra il 1470 e il 1480, mentre fra il 1480 e il 1490 si iniziò la costruzione del santuario sotto approvazione di papa Innocenzo VIII.
La storia del miracolo si diffuse oltre i confini della cittadina, portando persone di ogni ceto a portare offerte ed elemosine così la chiesa venne rapidamente costruita, ed abbellita con un altare per la Vergine. Il santuario della Madonna delle Grazie divenne meta di popolazione vicine e lontane per onorarla e pregarla di ottenere favori.

### Deliberazione del voto
Nel 1631 anche la città di Piove di Sacco sperimentava l'orrore della peste, che già stava devastando Padova. In quel momento la città si trovava sotto la podestà di Venezia e della sua Repubblica Veneta. Il sindaco di Piove di Sacco insieme al clero decise di ricorrere all'aiuto divino per liberarsi della peste, visto che i farmaci si rivelavano inutili.

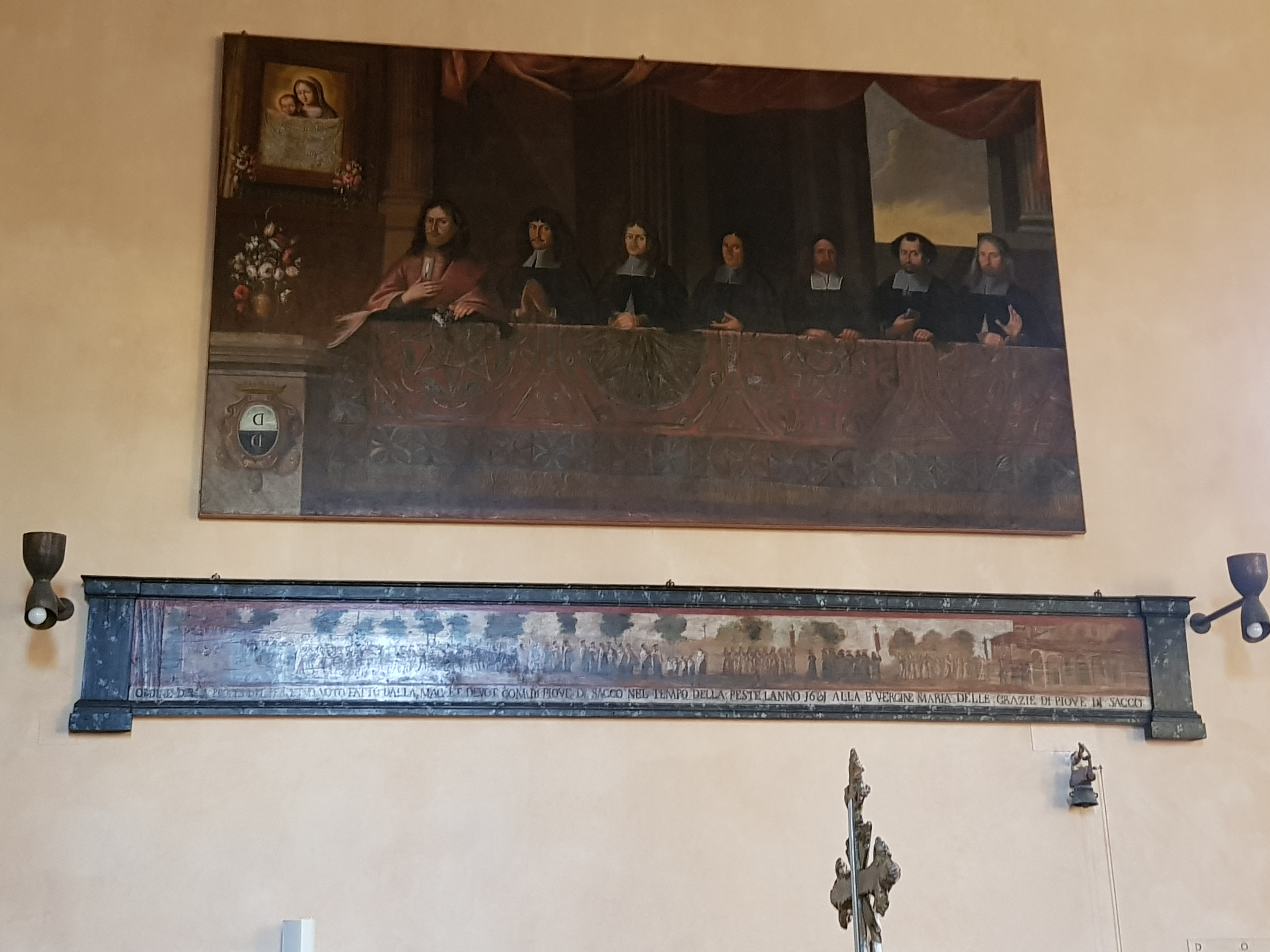
sopra-consiglio comunale che esprime il voto sotto la prima processione

La proposta era quella di recarsi con una processione fino al santuario, per supplicare la Vergine Maria di liberarli da quel flagello. Quindi con un voto si impegnarono loro stessi ed i successori a recarsi in processione il 6 maggio di ogni anno al santuario della Madonna delle Grazie e offrire sull'altare un dono di cera.
La prima processione si svolse il 6 maggio 1631 e la tradizione vuole che una volta terminata terminata, la peste cominciò a diminuire d'intensità, cosa confermata dai registri parrocchiali, facendo terminare le repentine morti e i già infetti trovarono sollievo e divenivano convalescenti. Dopo pochi giorni riaprirono le botteghe e si riavviarono i commerci, facendo dimenticare la malattia ma la fede e devozione dei cittadini aumentò, dimostrata dal fatto che la processione si tiene ancora oggi. 

### La soppressione del convento
Dall'epoca della fondazione del santuario della Madonna delle Grazie la sua gestione era incaricata ai frati francescani che alloggiavano lì. Nel 1767 la Repubblica Veneta era in un periodo di grandi riforme religiose con il doge Alvise Mocenigo IV, ed anche nella città di Piove di Sacco l'ordine dei frati minori venne soppresso con decreto del 1º giugno 1769.
Il santuario continuò a rimanere aperto al pubblico, grazie all'importanza che aveva agli occhi dei cittadini e venne officiata da un sacerdote, che gestì il santuario insieme alla Scuola della Beata Vergine delle Grazie, per oltre tre anni in autonomia.
Il 2 settembre 1772, in esecuzione del precedente decreto del 1769, la Repubblica Veneta mise in vendita tutto il santuario. Questo venne comprato da Andrea Querini al prezzo di 4040 ducati. Querini decise subito di demolire il convento, conservando solo una parte contigua con il santuario. Per il santuario decise di affittarlo, per evitare obblighi sulla conservazione della struttura, alla Scuola della Beata Vergine.
Caduta la Repubblica Veneta il dominio passò alla Francia di Napoleone Bonaparte, e con il decreto del 25 aprile 1810 che sopprimeva gli ordini religiosi la locazione passò dalla Scuola della Beata Vergine a una fabbriceria composta di cinque membri.

### Periodo trascorso sotto la dominazione austriaca
Il 5 novembre 1813 Piove di Sacco, passò definitivamente con il Lombardo-Veneto, sotto la dominazione Austriaca, però non è segnato nessun cambiamento di nota negli archivi in conseguenza del cambio di governo. Nel 1840 insorse una causa civile fra la famiglia Querini e la Fabbriceria per il mancato pagamento della locazione. In quel momento i devoti cittadini di Piove di Sacco concepirono l'idea di riscattare il santuario della Madonna delle Grazie. La trattativa ebbe successo e Giovanni Molin acquistò il santuario da Giovanni Querini divenuto intanto il proprietario. Il contratto è stato firmato in data 22 marzo 1842 al prezzo di 1800 lire pagabili in tre rate. Avvenuto l'acquisto fu costituita la Società Privata del Santuario della Beata Vergine delle Grazie in Piove con atto privato dello stesso Molin nel 1845. La Società Privata deliberò nel 1861 di provvedere alla nuova costruzione della facciata della chiesa e di rinnovare il porticato.

### L'epoca post-unitaria
Nel 1866 si ha la fine della dominazione austriaca in Italia, le truppe entrarono a Piove di Sacco il 14 luglio di quell'anno. In seguito al Plebiscito dell'ottobre 1866 tutto il Veneto entro nel Regno d'Italia. Per il santuario della Madonna delle Grazie non cambiò nulla e rimase in proprietà della Società Privata.
Nel 1904 si avviò un importante lavoro: fu posata una nuova pavimentazione del tipo terrazzo alla veneziana estendendola ad entrambe le navate e a una quota più rialzata di quella preesistente per via della posizione del santuario, costruita in un sito basso, che causava a volte allagamenti all'interno.
La Società Privata dopo il 1904 ebbe attività molto saltuarie, si riuniva poche volte nel santuario fino a quando non cessò completamente di esistere. L'ultimo superstite della Società Privata, Silvestri Giuseppe con una lettera dell'8 luglio 1940 donò il santuario della Madonna delle Grazie al Comune di Piove di Sacco.

## Descrizione

### L'esterno

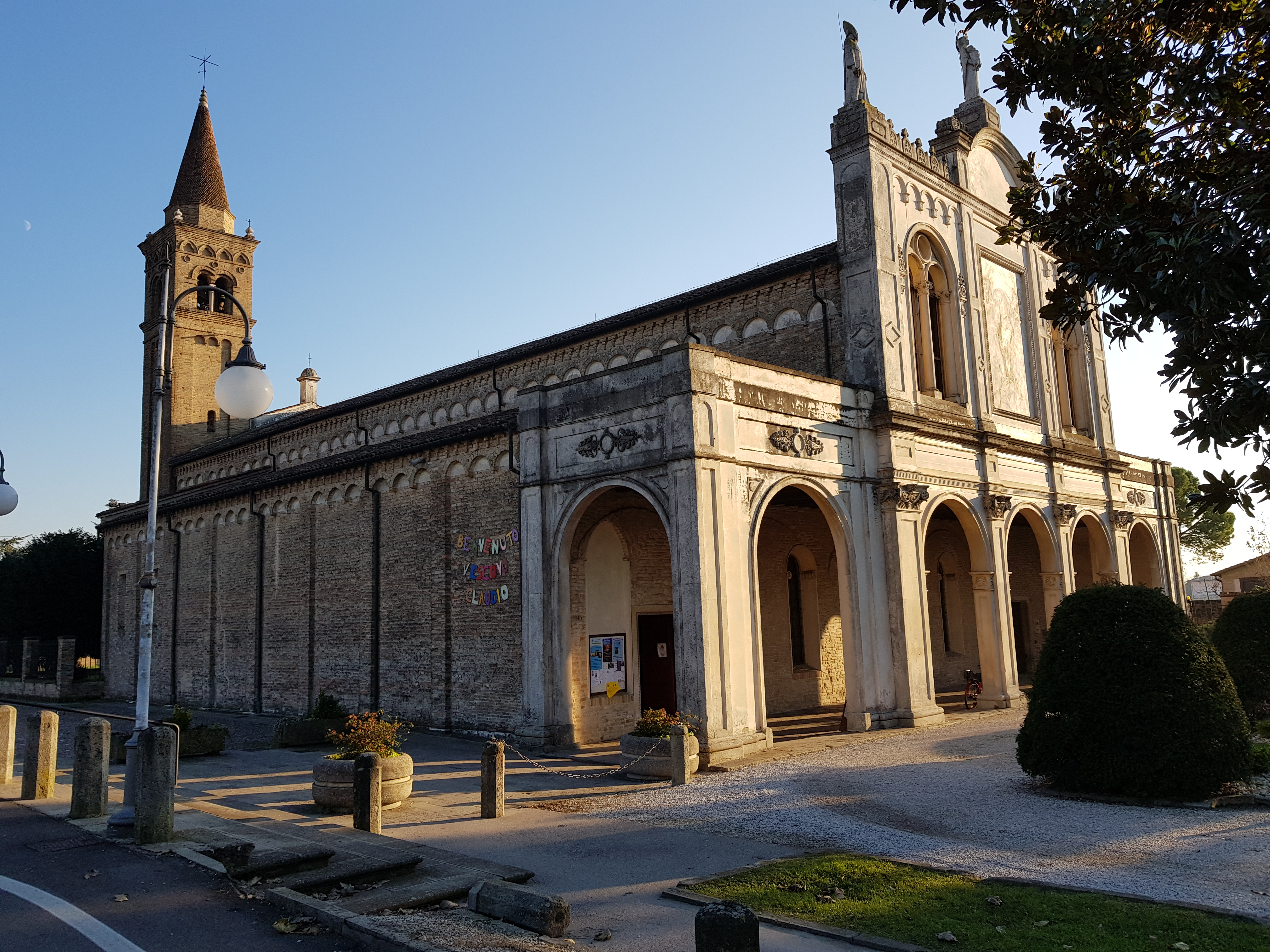
esterno del santuario

Il santuario all'esterno si presenta oggi con lo stile dell'architettura romanica, si dimostra estremamente sobrio nei contorni, ritrovando grande plasticità grazie al colore della pietra che si presenta scoperta ed interamente ricopre il santuario. La struttura risulta particolarmente viva grazie agli archetti pensili che si trovano intorno ai cornicioni.
L'abside della navata minore è stato ricostruito nel 1957 sui resti ancora intatti di quella precedente e in sostituzione della demolita cappella ottagonale in stile Liberty che era stata eretta nel 1896 sul progetto del cittadino di Piove di Sacco Alessio Valerio.
La facciata che venne costruita nel 1861 ricorda grazie all'ampiezza delle linee, nella ricchezza di fregi e decorazioni e soprattutto nel disegno le dimore delle nobili famiglie veneziane, senza tener conto dello stile architettonico del santuario creando quindi una grande discordanza fra le parti. Nella facciata si nota un grande affresco centrale che è quasi copia fedele dell'Immacolata Concezione dipinto celeberrimo di Gian Battista Tiepolo.

### L’interno

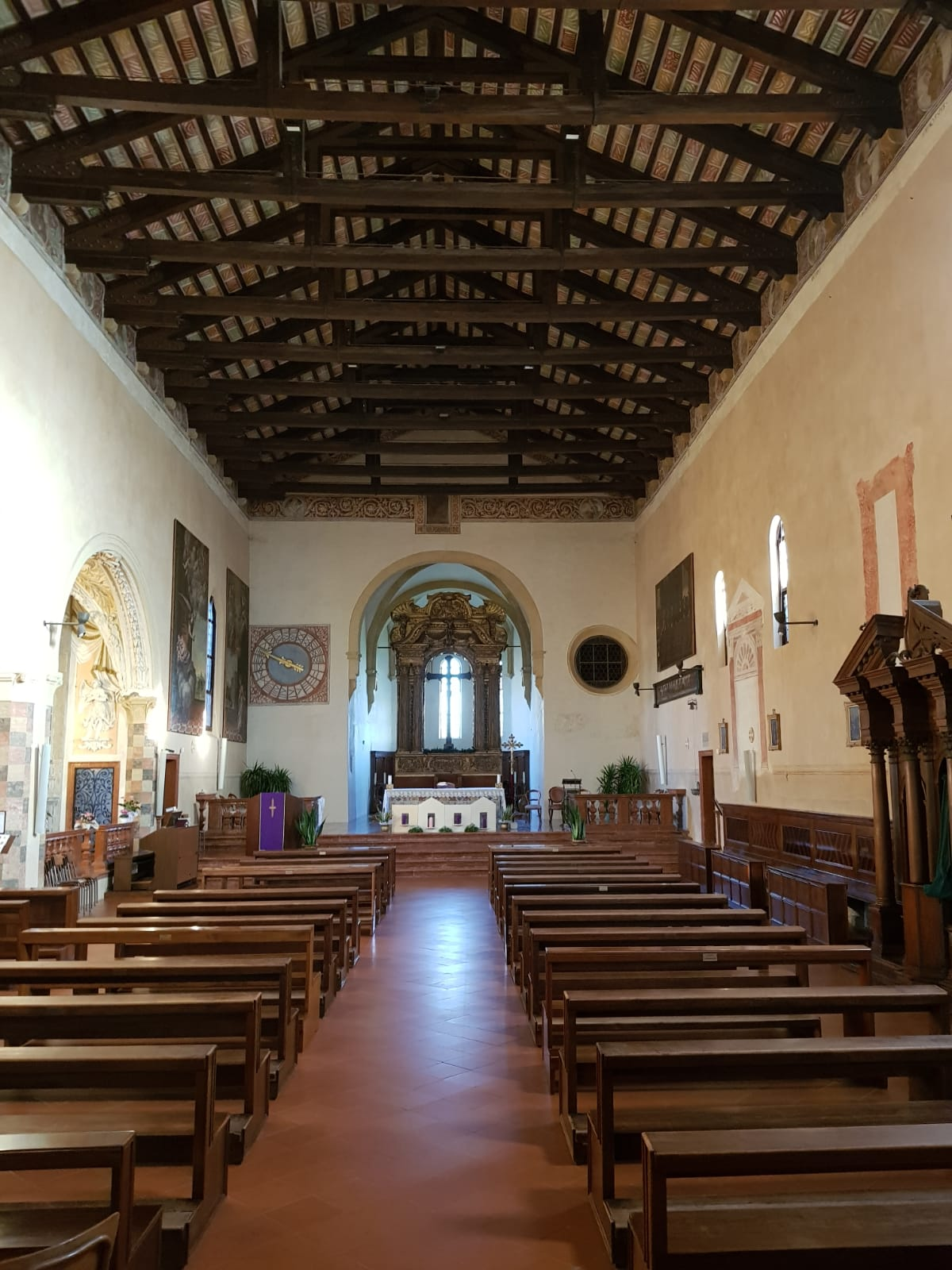
interno del santuario

Dopo la visita pastorale compiuta nel 1584, il cardinale Valerio scrive una relazione sulla chiesa di Santa Maria delle Grazie sita fuori dal Castello di Piove di Sacco, definendola grande e formata da due navate con il soffitto a volta ed erano presenti cinque altari. Era pertanto, quale la si vede oggi, ovvero un’ampia aula per accogliere i fedeli nelle celebrazioni liturgiche solenni, affiancata da una navata più piccola, quasi a sé stante, raccolta e intima per una più riflessiva preghiera, per i riti quotidiani. Mentre la prima presenta soffitto a robuste capriate lignee con tavelle decorate, la seconda trova completamento in quattro leggere volte a crociera.
Tutto l’insieme ha riacquistato le giuste proporzioni dopo che, nel 1970, si è scavato alla base e portato al livello originale il pavimento; operazione che ha permesso inoltre il recupero della parte inferiore delle colonne e dei plinti su cui esse poggiano. L’eliminazione inoltre del pulpito e di tre altari, addossati fino a metà secolo alle due pareti longitudinali, non solo ha consentito di recuperare spazio a vantaggio dei fedeli, ma ha creato pure nuove risoluzioni prospettiche, ha generato un senso di maggiore profondità. 
Questo probabilmente per effetto anche di nuove quinte di luce venutesi a formare in seguito al ripristino di alcune finestre della parte meridionale, luce che, diffondendosi con garbatezza in tutti gli spazi, pur senza nulla togliere agli effetti formativi delle decorazioni architettoniche, ha posto in evidenza tante particolarità per l’innanzi adombrate, come i cinquecenteschi trentacinque medaglioni ad affresco con i mezzi busti di santi e di beati per la maggior parte dell’ordine francescano, posti all’ altezza delle capriate. Sono immagini dai tratti semplici, di pennellata lieve e colori piuttosto spenti, ma che tuttavia non mancano di una certa grazia e piacevolezza E che costituiscono più ancora un importante pagina della vita e dei frutti datti da questa straordinaria famiglia, l’ordine dei figli di San Francesco.
L'organo, collocato in un'ampia cantoria in controfacciata, è opera dei Fratelli Giacobbi di Bassano del Grappa. Fu costruito nel 1891 per la chiesa di Santa Maria dei Penitenti (al vulgo "Chiesuola") di Piove di Sacco e nel 1910 fu trasferito nel Santuario. Lo strumento, restaurato nel 2022, è dotato di un manuale di 52 note e una pedaliera di 18 note, entrambi con prima ottava corta, i registri sono 14 per un totale di 631 canne.

### L’altare maggiore
Non sappiamo quale aspetto presentasse inizialmente l’altare maggiore,ma utilizzando la logica gli studiosi concordano con dire che non doveva essere quello ligneo che vediamo oggi (solo parzialmente in quanto tabernacolo e mensa sono stati rimossi), perché si tratta di un lavoro secentesco e quindi ben più tardo rispetto alla costruzione della chiesa. E non si sa neppure, mancando un qualsiasi riferimento documentaristico, se questo sia stato costruito appositamente per essere quivi collocato o invece, come spesso accadeva in passato, provenga da un'altra chiesa, sconsacrata o demolita. Di certo vi è solo il fatto che si tratta di opera di singolare imponenza, di buona fattura e piuttosto rara per il materiale di cui è fatta, il legno dorato. 
La sua grandiosità è data non solo dalle dimensioni (arriva quasi fino alla sommità dell’arco trionfale), ma da il carattere estetico, il barocco, di cui porta anche impronta in ogni sua parte, dalla spettacolarità strutturale alle volute, ai fregi, alle figure scolpite (Eterno Padre e Angeli) e a quanti altri elementi lo compongono. 

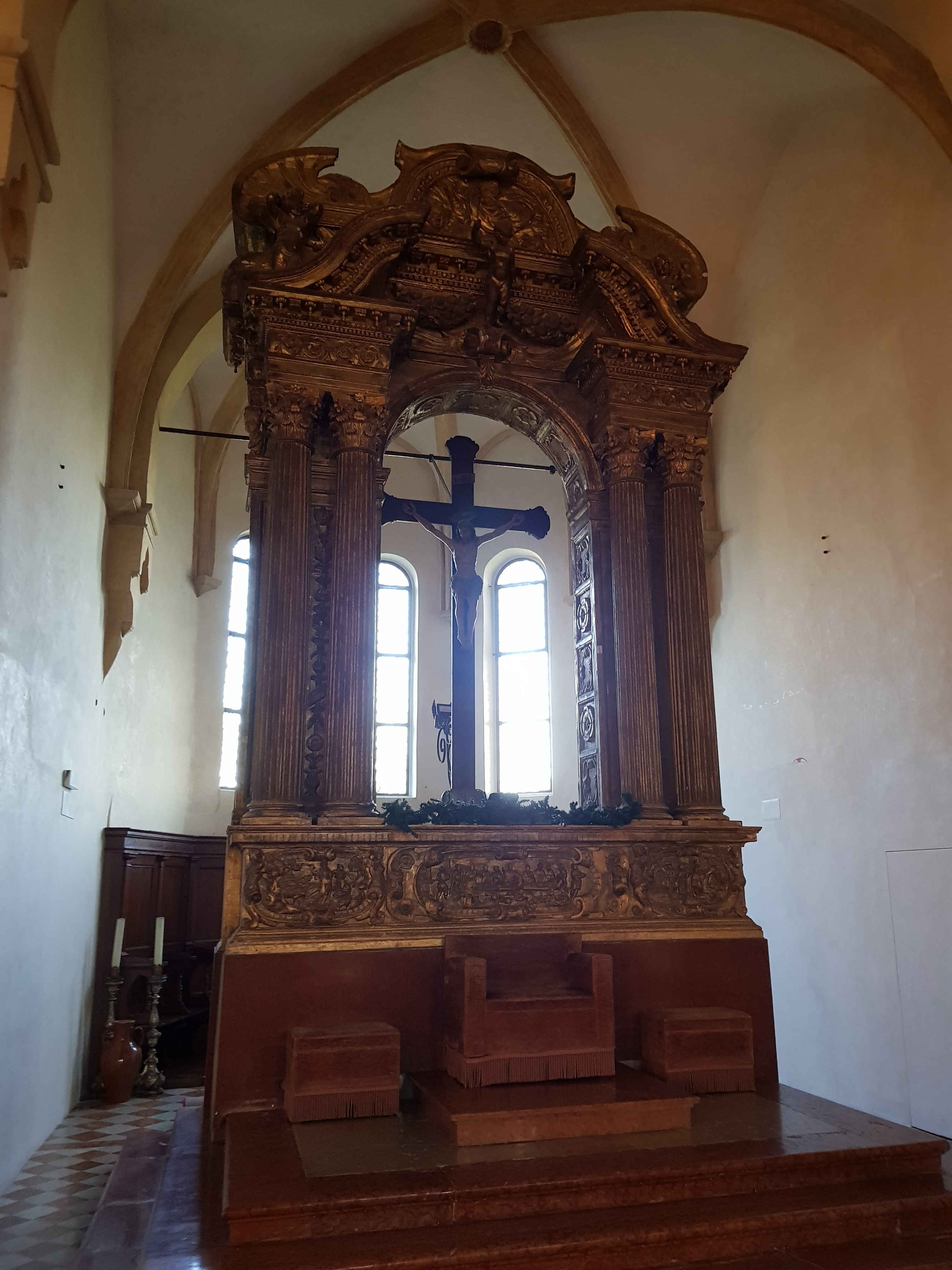
altare maggiore del santuario della madonna delle grazie

Particolarmente raffinata è la predella, formata da tre bassorilievi con due scene dell’antico testamento, il sacrificio di Abramo e di Mosé che fa scaturire l’acqua dalla roccia, rispettivamente a sinistra e a destra, e l’ultima scena, al centro. Sono raffigurazioni di impronta tradizionale, ma nel contempo non prive di fisionomia propria di un loro fascino e soprattutto, anche per i temi esposti, ricche di umanità. 
Nel 1683 a questo altare, che pur doveva essere ancora smagliante nei suoi ori e pienamente funzionale, ne venne addossato uno nuovo in marmo. Vi rimase fino agli anni settanta quando, in un piano di ristrutturazione di tutto il presbiterio, il tabernacolo venne assestato nella cappellina absidale della Madonna, mentre la mensa trovo collocazione, secondo le nuove norme liturgiche dettate dal Vaticano II, al centro del presbiterio. Il prospetto posteriore, non rivestito per l’innanzi in quanto accostato alla base dell’altare ligneo, venne ricoperto con parti recuperate da altri altari minori demoliti, cosicché oggi essa figura tutta adorna di preziosi marmi, posti insieme mediante fine intreccio di forme geometriche e armonico accostamento di colori. Al centro del paliotto, sempre ad intarsio marmoreo, fa spicco l’emblema francescano (due braccia incrociate, una spoglia e una rivestita del saio, con sopra la croce), a ricordare nel tempo che anche quest’opera è stata realizzata per volere dei frati minori.

### L’altare della Madonna
Nell'ultima campata della navata minore, accostato alla parete di fondo, si trova l’altare di marmo della Madonna. Finemente lavorata si presenta la mensa, eleganti figurano le colonne e le paraste con capitelli Corinzi, slanciato il timpano ad arco spezzato. Dal 1947 nella parte centrale, che per l’innanzi si era tenuta libera per poter vedere l’effigie della vergine collocata nella retrostante cappellina, si è inserita una pala in marmo bianco di Carrara, eseguita appositamente per custodire in una dimensione e in un ideale rapporto più vicini ai fedeli il quadro. È opera dello scultore Amleto Sartori il quale, realizzandola, dovuto conciliare le esigenze imposte dal carattere quattrocentesco del dipinto con la personale indole artistica, con le proprie inclinazioni estetiche. Per questo, mentre i due gruppi di angeli ai lati sono di impronta donatelliana, l’allegoria della pace, scolpita nella parte inferiore, manifesta spirito creativo più libero, maggiore modernità. Era il primo grande approccio con l’opera d’arte del giovane scultore padovano, che avrebbe realizzato negli anni immediatamente successivi lavori destinati a ben più vasta notorietà.

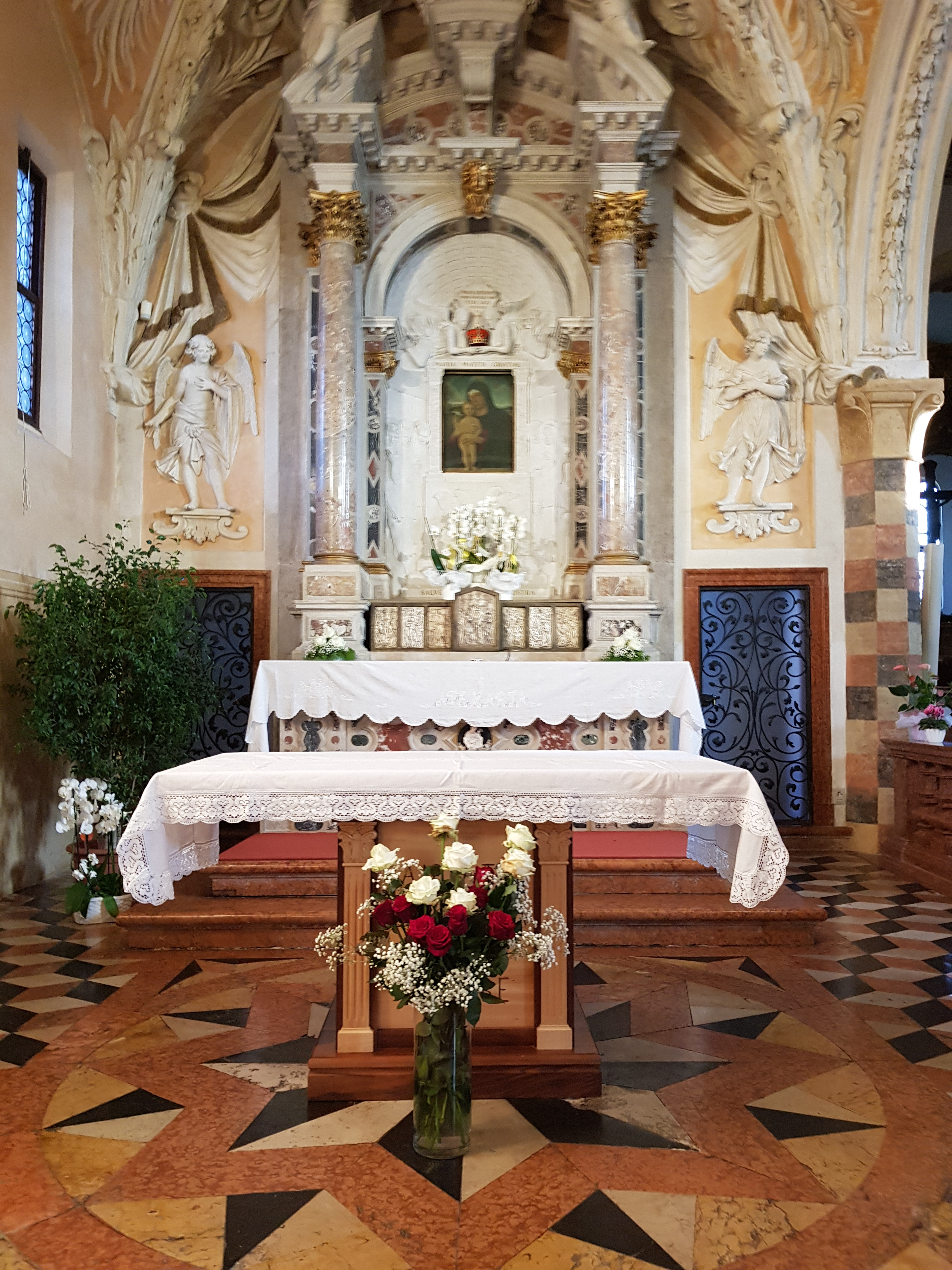
Altare della madonna nel santuario.

Il quadro della vergine, che si trova al centro, è opera, a giudizio di noti critici studiosi, di Giovanni Bellini, l’artista veneziano l’avrebbe eseguito intorno all’anno 1478, nel periodo della sua maturità artistica. A suffragare tale tesi, oltre alla straordinaria raffinatezza del dipinto (e basterebbe da sola per ritenerlo senza ombra di dubbio opera di sommo maestro) , sta il fatto della presenza di altra tavoletta pressoché uguale, quella delle Gallerie dell’Accademia di Venezia, conosciuta come Madonna con il Bambino benedicente o Contarini, firmata appunto “Joannes Bellinus”. La tipologia è in entrambe la stessa, uguali sono le dimensioni, I colori, la committenza (una famiglia privata), il periodo di esecuzione, sono poi evidenti altre particolarità per cui pare difficile poter credere che una e l’altra non sia dello stesso autore.
Il quadro nel corso dei secoli ha subito purtroppo gravissimi danni, per l’umidità dell’ambiente, per il fumo delle candele e più ancora per talune rifiniture che ne avevano travisato completamente l’originario aspetto. Solo dopo un paziente radicale lavoro di ripristino, compiuto dall’Istituto centrale del restauro di Roma negli anni 1942-43 sotto la guida di Cesare Brandi, essa ha potuto riacquistare la sua primitiva configurazione evitare prova quindi della esatta dimensione della sua preziosità.
La Madonna, avvolta in un manto verde azzurro che contrasta piacevolmente con lembi di veste rosso rubino, appare come da una balconata, stringendo amorevolmente al seno il Bambino benedicente. Il suo giovane volto materno pallido assorto senza sorriso, come ebbe a definirlo Diego Valeri, presenta tratti decisi, marcati e colorazione delicata; lo stesso tenue colore che trova poi continuità nelle mani e nel modo carnato del Bambino, creando anzi quivi, per effetto di zone luminose fasce d’ombra, una viva impressione di pulsante animazione, di gioioso palpitare di vita. Alle spalle della Vergine si estende un paesaggio d'ampio respiro: non del tutto leggibile sulla sinistra, per la caduta di buona parte del colore, segnato da campi aperti da verdi colline sulla destra. Il cielo di cobalto è solcato dalle nubi: trasparente leggere le due alla sommità, pensa di gravi vapori quella di sorgente da sinistra.
È evidente in tale sfondo l’interesse del Bellini per il paesaggio, Il suo amore per l’aspetto documentaristico dell’ambiente geografico. Non è pertanto da escludere che il ruscello raffigurato in questo dipinto possa essere il Fiumicello che scorre ancora oggi accanto al Santuario e che nel vuoto rattoppato da tinta piatta neutra vi figurasse un tempo la dimora o altro simbolo dei Sanguinacci.
Ultima gemma di questo altare è il tabernacolo in bronzo argentato con i pannelli di Amleto Sartori che, nelle scene del gaudio e del dolore di Cristo della Vergine, assegnato l’ultima pagina della sua grande arte e della sua ricca spiritualità.